# David Copperfield (film, 1999)
David Copperfield är en brittisk TV-dramafilm av BBC i regi av Simon Curtis. I rollerna ses bland andra Maggie Smith, Bob Hoskins och Zoë Wanamaker. Filmen är tvådelad och visades 25 december och 26 december 1999. Serien är baserad på Charles Dickens roman David Copperfield och bearbetades om av Adrian Hodges inför filmatiseringen. Daniel Radcliffe gjorde i serien sin debutroll. I Sverige har serien visats i fyra delar julen 2001 och i repris 2013.

## Rollista
- Mark Doran - David Copperfield (som baby)
- Daniel Radcliffe - David Copperfield (som ung)
- Ciarán McMenamin - David Copperfield (som vuxen)
- Emilia Fox - Clara Copperfield
- Maggie Smith - Betsey Trotwood
- Trevor Eve - Edward Murdstone
- Zoë Wanamaker - Jane Murdstone
- Pauline Quirke - Clara Peggotty
- Michael Elphick - Barkis
- Alun Armstrong - Dan Peggotty
- James Thornton - Ham Peggotty
- Patsy Byrne - Mrs Gummidge
- Laura Harling - Emily (som ung)
- Aislin McGuckin - Emily (som vuxen)
- Ian McKellen - Mr Creakle
- Karl Johnson - Tungay
- Harry Lloyd - James Steerforth (som ung)
- Oliver Milburn - James Steerforth (som vuxen)
- Cherie Lunghi - Mrs Steerforth
- Kenneth MacDonald - Littimer
- Bob Hoskins - Wilkins Micawber
- Imelda Staunton - Emma Micawber
- Dawn French - Mrs Crupp
- Paul Whitehouse - pantlånare
- Ian McNeice - Mr. Dick
- James Grout - Mr Spenlow
- Joanna Page - Dora Spenlow
- Nicholas Lyndhurst - Uriah Heep
- Thelma Barlow - Mrs Heep
- Oliver Ford Davies - Mr Wickfield
- Antonia Corrigan - Agnes Wickfield (som ung)
- Morgane Slemp - Clara (som ung)
- Amanda Ryan - Agnes Wickfield (som vuxen)
- Clare Holman - Rosa Dartle
- Tom Wilkinson - berättare (David som gammal)

### Fotnoter
1. ↑  ”BBC's Christmas crackers” (på engelska). BBC. 23 november 1999. http://news.bbc.co.uk/2/hi/entertainment/533230.stm. Läst 20 september 2016.